# Tuskegee Airmen
Tuskegee Airmen war während des Zweiten Weltkrieges die inoffizielle Bezeichnung für die ersten schwarzen Militärpiloten der United States Army Air Forces, die in der 332nd Fighter Group zusammengefasst waren. Die Piloten hatten 112, meist deutsche, Flugzeuge abgeschossen. 66 eigene Piloten kamen dabei ums Leben. Die 99th Fighter Squadron und andere Staffeln der 332nd Fighter Group wurden mehrfach mit der Distinguished Unit Citation ausgezeichnet. 
Insgesamt wurden 992 Piloten ausgebildet unter insgesamt 16.000 Airmen inklusive Bodenpersonal.

Emblem der 332nd Fighter Group

## Geschichte

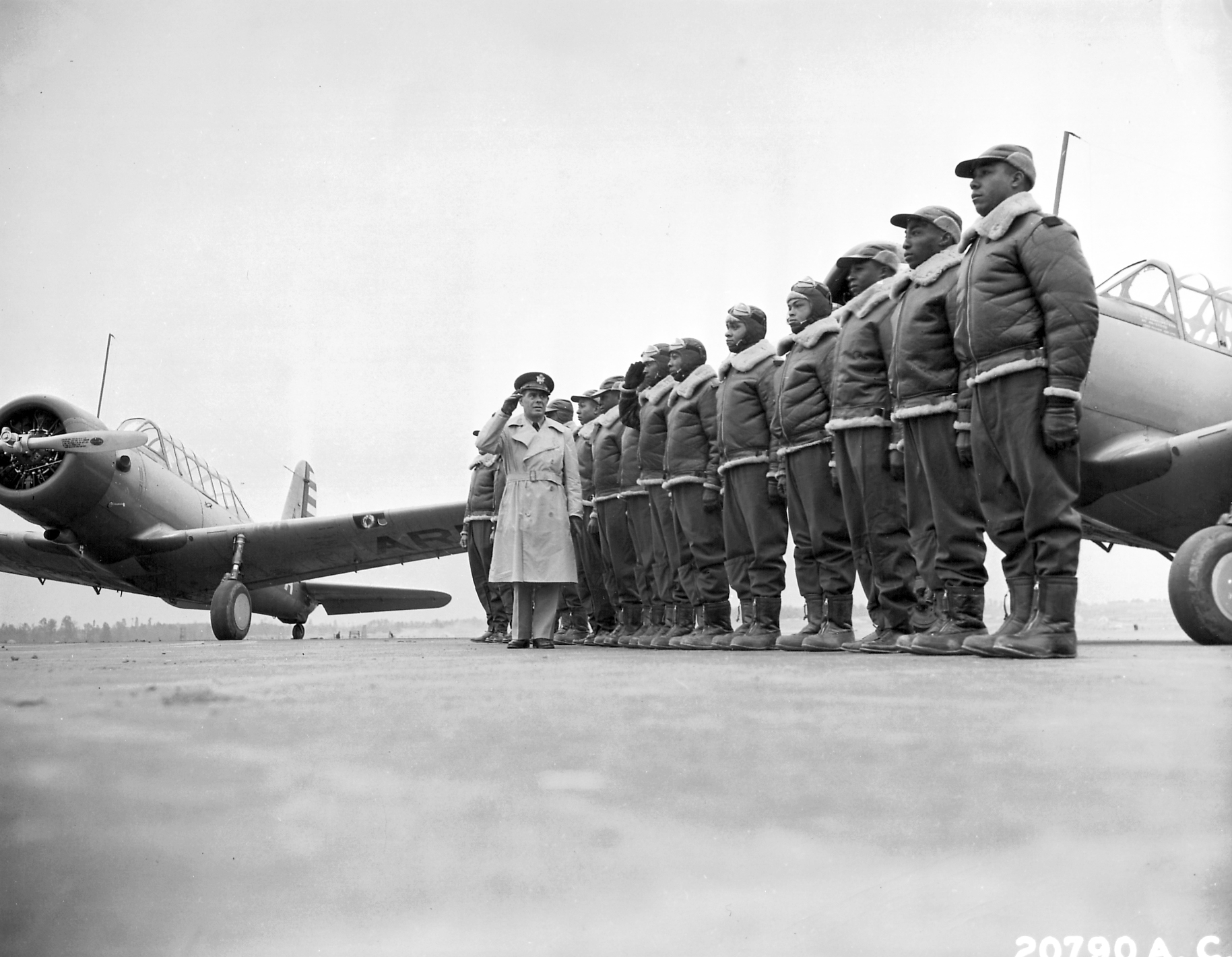
Erste Klasse der Pilotenschule

Im Jahr 1925 hatte die Army den klassifizierten Report The Use of Negro Manpower in War veröffentlicht, der Schwarzen die Eignung für schwierige Aufgaben wie Panzerfahren oder gar ein Flugzeug zu steuern absprach. Piloten verfügten über einen Offiziersrang, sodass möglicherweise ein Schwarzer einem Weißen hätte Befehle erteilen können.
Von 1938 bis 1940 gab es zwei Initiativen der Regierung für zivile Pilotenausbildungskurse an amerikanischen Colleges. Einer experimentellen folgte mit dem Civil Pilot Training Program (CPTP) ein permanentes Programm, dabei waren anfangs Colleges von Schwarzen ausgeschlossen. Erst nach einer Intervention von zwei Barnstormer, die mit ihrem Doppeldecker nach Washington, D.C. flogen und dort mit dem damaligen Senator Harry S. Truman sprechen konnten, wurde das Gesetz entsprechend geändert und am 15. Oktober 1939 das Tuskegee Institute in das CPTP-Programm einbezogen. Das Militär hielt jedoch weiter am Ausschluss von schwarzen Piloten fest, ein angegebener Grund hierfür war das Fehlen von eigenen Air Corps Einheiten für Schwarze. 
Im Wahlkampf versprach Franklin D. Roosevelt am 9. Oktober 1940, dass schwarze Amerikaner entsprechend ihrem Bevölkerungsanteil in Kampf- und Nichtkampfeinheiten dienen können. Im Dezember des Jahres übermittelte das US Army Air Corps (USAAC) den Plan eine Jagdstaffel ausschließlich mit schwarzem Personal aufzustellen. Andererseits lehnte das USAAC weiterhin schwarze Bewerber ab, bis ein schwarzer Student der Howard University die Zulassung als CPTP-Flugschüler vor Gericht erstreiten konnte. Das War Department gab daraufhin eine Million US-Dollar zum Bau des Tuskegee Army Air Fields (TAAF) frei. Als Ort wurde die Tuskegee University gewählt, weil sie schon zivile schwarze Piloten ausgebildet hatte. Viele hohe (weiße) Kommandeure und Regierungsmitglieder sahen diese Einheit als „Experiment“ in der Meinung, dass es scheitern würde. Im April 1941 ließ sich Eleanor Roosevelt, die US-amerikanische First Lady, von einem Schwarzen in Tuskegee pilotieren. Bilder von diesem Ereignis machten das Programm bekannt.
Nicht alle (weißen) Fluglehrer waren gleichermaßen unterstützend in der Ausbildung.

### Aufbau der 332nd Fighter Group
20 Prozent schwarzer Amerikaner glaubten laut einer Umfrage im Jahr 1942, dass ein Leben unter Hitler nicht schlimmer sein könne als der Rassismus, den sie täglich erlebten. Auch auf dem Army Air Field Tuskegee wurden unter dem neuen Kommandanten Frederick van Kimble Rassentrennung beim Essen und im Theater eingeführt.
Am 19. Juli 1941 nahmen 11 Schüler und ein schwarzer Offizier in der Class 42-C in Tuskegee das Flugtraining auf. Den Kurs konnten fünf Flugschüler und der Offizier Benjamin O. Davis Jr. am 7. März 1942 erfolgreich abschließen. Mit dem Ende des Kurses Class 42-G hatte die am 19. März aufgestellte und am 22. März 1941 aktivierte 99th Pursuit Squadron (99th PS) als erste Staffel ihre notwendige Personalstärke von 33 Piloten erreicht und kam unter das Kommando von Benjamin O Davis Jr. Sein Vater Benjamin O Davis war der erste schwarze General der Army. Er selbst war 1932 der erste schwarze Student in West Point gewesen. 
Elf Tage nach der Umbenennung der 99th PS in 99th Fighter Squadron (99th FS) wurde am 26. Mai 1942 trotz der beschränkten Ausbildungskapazitäten auf dem TAAF, die 100th Fighter Squadron (100th FS) aktiviert. Als 332nd Fighter Group wurde am 13. Oktober 1942 die erste rein schwarze Jagdflugzeuggruppe des USAAC aktiviert, wobei ihr die 100th, 301st und 302nd FS unterstellt waren. Anfang 1943 erhielt die Basis Tuskegee mit Noel Parrish einen neuen Kommandanten. Er hob die Rassentrennung auf der Basis auf und setzte sich in Washington für die Einheit ein, die trotz ihrer Einsatzbereitschaft von niemandem in Europa oder Asien angefordert worden war.

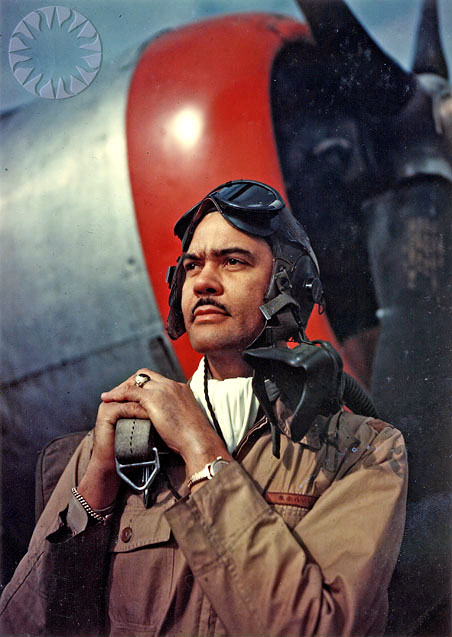
Benjamin O. Davis Jr. im Jahr 1944

### Einsätze der 99th Fighter Squadron
Die 99th FS verblieb bis zum 15. April 1943 auf dem Tuskegee Air Field, wonach sie per Schiff nach Französisch-Marokko und per LKW zum Flugfeld Fardjouna in Tunesien, das vorher von der deutschen Luftwaffe benutzt worden war, verbracht wurden. Die Staffel erhielt als erste Ausrüstung Curtiss P-40L und wurde ab 29. Mai 1943 der 33rd Fighter Group (33rd FG) unterstellt, nachdem diese erhebliche Verluste erlitten hatte. Am 2. Juni 1943 war der erste Kampfeinsatz mit einem Angriff auf die zwischen Sizilien und Tunesien gelegene Insel Pantelleria. Nach der Kapitulation der Einheiten auf der Insel verlegte die 33rd FG nach El Haouaria (Tunesien). Den ersten Luftsieg der 99th FS errang ein Pilot am 2. Juli gegen eine Focke-Wulf Fw 190.
Am 18. Juli 1943 verlegte die Staffel nach Licata auf Sizilien und flog danach vorwiegend Jagdbombereinsätze. Auch nach der Verlegung nach Foggia im Oktober 1943 blieb bis zum Jahresende die Bodenunterstützung das Haupteinsatzgebiet.  
Aus Afrika verschickte Gruppenkommandeur William W. Momyer ein Memorandum, in dem er die Schwarzen als Feiglinge und als unfähig benannte. Höhere Offiziere bezeichneten Schwarze ebenfalls als grundsätzlich ungeeignet. Am 20. September 1943 veröffentlichte das Time Magazine die Kritik. Benjamin Davis wurde nach Washington gerufen und widerlegte die Anschuldigungen. Seine Piloten hätten sogar mehr Einsätze geflogen als vergleichbare weiße Einheiten. Es wurde eine Untersuchung eingeleitet. Nach der Operation Shingle (Landung der Alliierten bei Anzio im Januar 1944) änderte das Time Magazine seine Berichterstattung und lobte die 99th Fighter Squadron. Ende März 1944 wurde die Untersuchung des Pentagons veröffentlicht. Sie nannte „keine signifikanten Unterschiede“ zwischen den mit dem Flugzeug P-40 ausgerüsteten Staffeln.
Ein Nebeneffekt der Untersuchung war, dass die Staffel aus Momyers 33rd FG herausgelöst und bei der 79th FG als Begleitungschutz für Bomberverbände eingesetzt wurde. Am 16. Januar 1944 erfolgte die Verlegung von der italienischen Ostküste in die Nähe von Neapel an der Westküste. Hier errang die Staffel innerhalb von zwei Tagen 13 Luftsiege. Nach kurzen Stationierungen auf anderen italienischen Flugplätzen verlegte die 99th FS am 28. Juni 1944 nach Campomarino Ramitelli, wo sie zur 332nd FG stieß.

### Einsatz der 332nd FG
Am 2. Januar 1944 begann die Verlegung der restlichen Staffeln der 332nd FG zum europäischen Kriegsschauplatz nach Tarent, wo sie 32 Tage später ankamen. Die 100th FS flog am 5. Februar 1944 ihren ersten Einsatz mit Bell P-39L Airacobras, die aber bereits durch die vorhergehenden Nutzer stark verschlissen waren. Die 301st und die 302nd FS hatten ihre ersten Einsätze am 8. Februar, ebenfalls mit P-39 aus zweiter Hand. Alle drei Staffeln waren zur Seeaufklärung in Hafennähe eingesetzt. 
Am 25. April 1944 erhielt die Gruppe die ersten sechs Republic P-47D Thunderbolt, die vorher bei der 325th FG eingesetzt worden waren. Am 19. Mai trafen die nächsten zehn P-47 ein, sodass die Umschulung auf die neuen Maschinen beginnen konnte. Die schwarz-gelben Schachbrettmarkierungen der 325th FG wurden durch die hier erstmals verwendete, durchgehend rote Leitwerksmarkierung der 332nd FG ersetzt. Die roten Spinner der vorhergehenden Gruppe wurden beibehalten, da sie ein gemeinsames Kennzeichen aller amerikanischen Jagdflugzeuge im Mittelmeerraum darstellten. Ein Flugzeug konnte von den Deutschen intakt erbeutet werden, wonach diese P-47D bis zum Kriegsende im Zirkus Rosarius flugfähig gehalten wurde. 
Am 31. Mai 1944 wurde die Gruppe aus der Twelfth Air Force herausgelöst und der Fifteenth Air Force unterstellt. Bei der Begleitung von Bombern der 15th Air Force schärfte der Kommandant Davis seinen Piloten ein, bei den Bombern zu bleiben. Andauernde Luftkämpfe mit Deutschen sollten vermieden werden; sie würden zwar hoch angesehene Abschüsse ermöglichen, aber von den Bombern weg führen.
Die Zugehörigkeit zur 15th Air Force bedeutete, dass die 332nd FG von nun an, von Ramitelli aus, an der Strategischen Bomberoffensive der Alliierten teilnahm. Am 9. Juni errang die Gruppe fünf Luftsiege bei einem Einsatz als Jagdschutz für fünf Bomberwings der USAAF. Es folgten weitere Begleitmissionen bei Bombereinsätzen nach Wien, München, Budapest, Bukarest und weiteren Zielen. Bei einem erfolglosen Tiefflug-Angriff auf Airasca-Pinerolo verlor die Gruppe mehrere P-47. Der letzte Einsatz mit diesem Muster war am 30. Juni 1944, danach begann die Umrüstung auf die Mustang P-51B und C, wobei die Maschinen aus den Beständen der 31st und 325th FG übernommen wurden.
Die bereits seit 1. Mai 1944 zur 332nd FG gehörende 99th FS wurde am 3. Juli 1944 ebenfalls nach Ramitelli verlegt, sodass nun die gesamte Gruppe auf einem Flugplatz stationiert war. Die Besatzungen der 99th FS sahen diese Zusammenführung jedoch durchweg als Rückschritt, da sie hier nicht mehr in einer weißen Einheit integriert waren, sondern nun in einer durchgehend schwarzen Einheit flogen. Der erste Einsatz der Gruppe erfolgte mit 40 Flugzeugen am 4. Juli. Durchgehend führte die Gruppe Bomberbegleiteinsätzen bis zum 12. August durch, wonach sie erstmals an Bodenangriffen im Rahmen der Vorbereitung der alliierten Invasion Südfrankreichs beteiligt war (Operation Dragoon). Bei den danach wieder folgenden Begleitmissionen setzte die Gruppe regelmäßig 45 bis 60 Flugzeuge gleichzeitig ein. Ab Ende des Jahres 1944 setzte man die Gruppe zunehmend auch für die Begleitung von Aufklärern der Muster F-5 und De Havilland Mosquito ein. 
Aufgrund von Pilotenmangel flogen die Piloten stets mehr Einsätze pro Dienstverpflichtung als weiße Piloten. Am 6. März 1945 wurde die 302nd FS wegen anhaltendem Personalmangel deaktiviert und die Piloten auf die restlichen drei Squadrons verteilt. Das Flugzeug von Davis trug den Namen „by request“. Viele Bomberstaffeln hatten die Red Tails zur Begleitung angefordert („requested“). Viele der Bomberpiloten wussten nicht einmal, dass sie von schwarzen Jagdpiloten beschützt worden waren. Auch die Basis Ramitelli war ihnen unbekannt. Besatzungsmitglieder von notlandenden Bombern in Ramitelli wollten nicht mal bei den „Niggern“ schlafen.
Am 10. September 1944 wurden in Ramitelli 4 Piloten persönlich ausgezeichnet. Am 24. März 1945 begleiteten die Red Tails Bomber bis Berlin, weil ihre Ablösung nicht erschien. Drei angreifende Me 262 wurden von den Mustangs abgeschossen. Am 31. März 1945 schossen 12 Tuskegee-Piloten 13 deutsche Flugzeuge ab, drei eigene Piloten galten an diesem Tag als vermisst.

## Markierungen

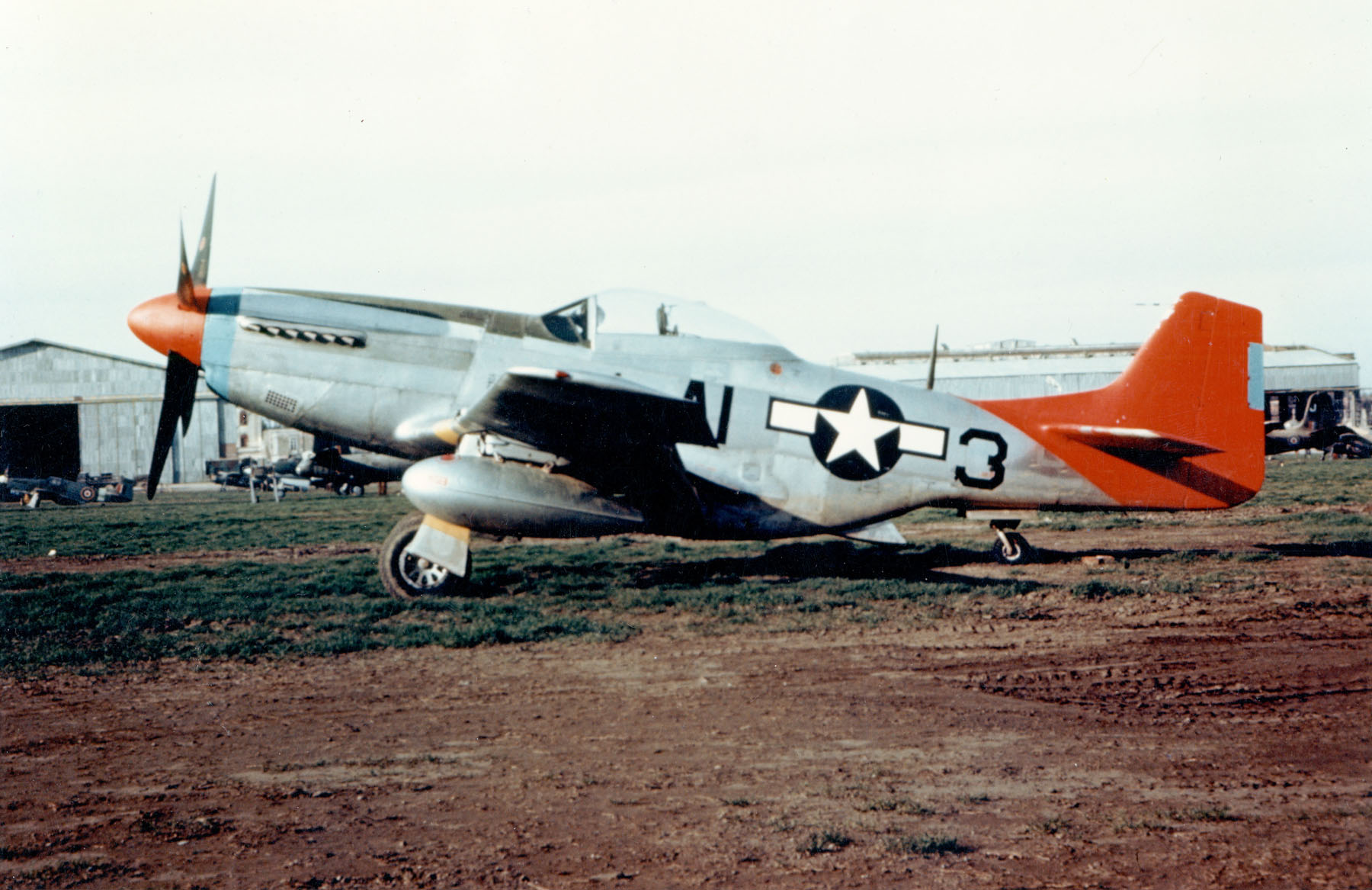
P-51D der 99th FS
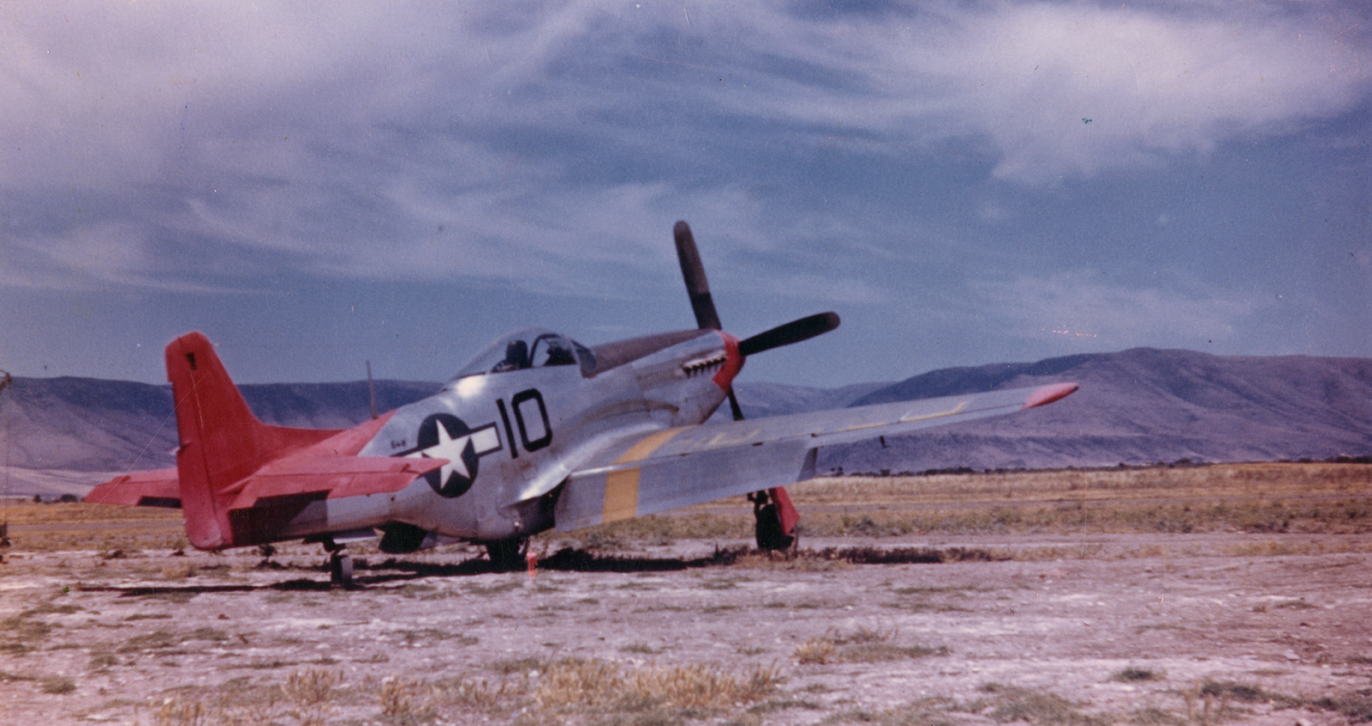
P-51D "Lollipop II" der 100th FS
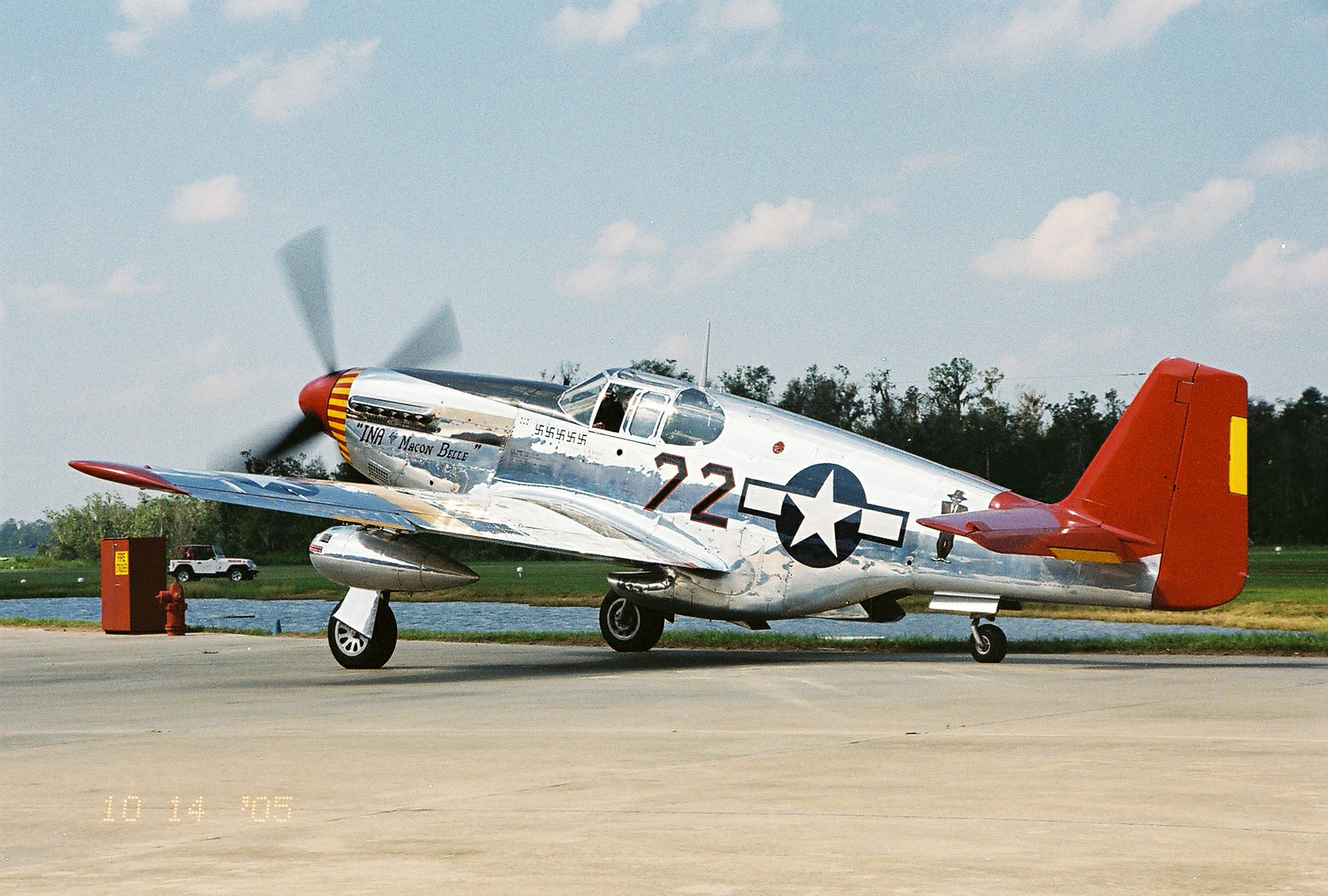
P-51C der 302nd FS

Alle Flugzeuge der 332nd FG hatten als gemeinsame Markierungen ein rotes Leitwerk, einen roten Propellerspinner und ein je nach Squadron verschiedenfarbiges Band direkt dahinter. Die 100th, 301st und 302nd Fighter Squadron verwendeten in der 332nd Fighter Group als Verbandskennzeichen einfache Zahlenmarkierungen. So trugen die Flugzeuge der 100th FS die Zahlen von 1 bis 39, die 301st FS die Zahlen 40 bis 59 und die 302nd FS Zahlen ab 60. Die 99th FS bildete eine Ausnahme, da sie ein Schema weiter verwendeten, das sie bereits 1943 an ihren P-40L-Maschinen eingeführt hatte. Sie führte die Verbands-Markierungen in der Form "A Ziffer * Ziffer"; z. B. A0*3 und A3*5.

## Segregation in den USA
Die Bomber Group war im Januar 1944 und März 1945 nach Indiana auf das Freeman Field kommandiert worden. Die Basiskommandanten Hunter und Selway waren Rassisten. Den Schwarzen befahl Selway, ihre eigenen Diskriminierungen zu unterschreiben, ansonsten gelte dies als direkte Befehlsverweigerung. 162 schwarze Offiziere wurden teils mehrfach verhaftet. Die Verhaftungen waren an die Öffentlichkeit gelangt, 101 Offiziere wurden in Godman gefangen gehalten. General George C. Marshall intervenierte. Nur drei Offiziere, denen ein Anrempeln vorgeworfen worden war, durften inhaftiert bleiben. Ein einziger wurde wegen Anrempelns eines Vorgesetzten zu 150 Dollar Strafe auf Bewährung verurteilt. 50 Jahre später, 1995, wurde er rehabilitiert.
Bei der Rückkehr nach dem Kriegsende in Europa erlebten die Piloten eine erneute Demütigung, als direkt bei der Gangway der Schiffe die weißen und die schwarzen Soldaten getrennte Wege gehen mussten. Das Truman Komitee (President’s Committee on Civil Rights) forderte danach die Beendigung der Segregation. Am 29. Juni 1947 hielt Präsident Harry S. Truman eine Rede, in welcher er bekräftigte, es gäbe keine Rechtfertigung für Diskriminierung aufgrund von Abstammung, Religion, Rasse oder Farbe. Im Jahre 1948 erschien der Executive Order 9981, welcher die Gleichbehandlung und Chancengleichheit aller Mitglieder der Streitkräfte verfügte. Die Red Tails als 332nd Fighter Group waren bei Kriegsende aufgelöst worden und 1947 reaktiviert als 332nd Fighter Wing. Mitte 1949 wurden alle nach Rasse gebildeten Einheiten aufgelöst und deren Angehörige auf andere Einheiten verteilt. Benjamin Davis wurde später der erste schwarze General der neu formierten Air Force.

## Spielfilme 1995 und 2012
Der 1995 erschienene Spielfilm Tuskegee Airmen trug in der deutschen Fassung den Titel Die Ehre zu fliegen.
2012 erschien der Film Red Tails.